# District de Fürstenfeld
Le district de Fürstenfeld était une subdivision territoriale du land de Styrie en Autriche.
Il avait été créé en 1938 en étant séparé du district de Feldbach.
Dans le cadre d'une réorganisation générale des districts de Styrie, ce district a été fusionné le 1er janvier 2013 avec le district de Hartberg pour constituer le district de Hartberg-Fürstenfeld.

## Géographie

### Lieux administratifs voisins
|                  | District de Hartberg |                                      |
| District de Weiz |                      | District de Jennersdorf (Burgenland) |
|                  | District de Feldbach | District de Güssing (Burgenland)     |

## Communes
Le district de Fürstenfeld était subdivisé en 14 communes :
- Altenmarkt bei Fürstenfeld
- Bad Blumau
- Burgau
- Fürstenfeld
- Grosssteinbach
- Grosswilfersdorf
- Hainersdorf
- Ilz
- Loipersdorf bei Fürstenfeld
- Nestelbach im Ilztal
- Ottendorf an der Rittschein
- Söchau
- Stein
- Übersbach